# Reslizumab
El reslizumab, comercializado bajo la marca Cinqair o Cinqaero entre otras, es un medicamento utilizado para el asma eosinofílica no controlada con otras medidas. Es un medicamento tipo anticuerpo monoclonal humanizado usado en contra de la interleucina-5 humana (IL-5). Reslizumab se une específicamente a la IL-5, una citocina clave responsable de la diferenciación, maduración, reclutamiento y activación de los eosinófilos humanos. Al unirse a la IL-5 humana, bloquea su función biológica; en consecuencia, se reducen la supervivencia y la actividad de los eosinófilos. Esto reduce la tasa de exacerbaciones y mejorar la función pulmonar y la calidad de vida relacionada con el asma en pacientes con asma eosinofílica grave (diagnosticada con recuento de eosinófilos en sangre ≥ 400 células/μl) y con al menos una exacerbación previa del asma en el año anterior. Los efectos secundarios más comunes son aumento de la creatinfosfoquinasa en sangre, mialgia y reacciones anafilácticas . 
Reslizumab se suministra como una solución refrigerada, estéril, de un solo uso y sin conservantes para la infusión intravenosa. La solución de reslizumab es un líquido ligeramente turbio/opalescente, ligeramente amarillo y se suministra en un vial de vidrio de 10 ml que contiene 100 mg del medicamento. Cada vial de reslizumab de un solo uso está formulado en 10 mg/ml de reslizumab en una solución acuosa que contiene 2,45 mg/ml de acetato de sodio trihidrato, 0,12 mg/ml de ácido acético glacial y 70 mg/ml de sacarosa, con un pH de 5,5.
El medicamento fue aprobado para uso médico en los Estados Unidos y Europa en el 2016, para su uso en combinación con otros medicamentos para el asma para el tratamiento tipo mantenimiento del asma grave en pacientes de 18 años o mayores. Cinqair es aprobado para pacientes que tienen antecedentes de ataques de asma graves (exacerbaciones) a pesar de recibir sus medicamentos tradicionales para el asma. En los Estados Unidos, un vial de 100 mg cuesta alrededor de 1050 dólares estadounidenses en 2021. Esta cantidad en el Reino Unido le cuesta al NHS unas 500 libras esterlinas. No se recomienda su uso en Escocia debido a la falta de rentabilidad. Los efectos secundarios de este medicamento incluyen rinitis alérgica, dificultad para respirar y daño muscular; otros efectos secundarios pueden incluir cáncer y anafilaxia. Es un anticuerpo monoclonal humanizado que se une y bloquea la interleucina-5.

## Farmacología

### Mecanismo de acción
Reslizumab es un anticuerpo monoclonal antagonista de la interleucina IL-5. La IL-5 es la principal citocina responsable del crecimiento y diferenciación, reclutamiento, activación y supervivencia de los eosinófilos. Los eosinófilos desempeñan un papel en la mediación de la inflamación en las vías respiratorias. El asma eosinofílica es un fenotipo de asma que se caracteriza por una presencia superior a la normal de eosinófilos en el pulmón y el esputo. Se ha demostrado que la cantidad de eosinófilos en la sangre y el líquido bronquial puede correlacionarse con la gravedad del asma. Reslizumab se une a la IL-5 con una constante de disociación de 81 pM e inhibe la señalización de la IL-5, lo que reduce la producción y supervivencia de los eosinófilos. Sin embargo, el mecanismo de acción del reslizumab en el asma no se ha establecido definitivamente. 

### Farmacodinamia
Se observaron reducciones en los recuentos de eosinófilos en sangre de pacientes estudiados después de la primera dosis de reslizumab y se mantuvieron durante 52 semanas del estudio. En los ensayos clínicos de fase III, los recuentos medios de eosinófilos fueron de 696 células/ μL (n=245) y 624 células/μL (n=244) al inicio de los ensayos. Después de 52 semanas de tratamiento con reslizumab, se contaron las células eosinófilas y se reportó que eran 55 células/μL (reducción del 92%, n=212) y 496 células/μL (reducción del 21%, n=212) para los grupos de tratamiento con reslizumab y placebo, respectivamente. Además, el recuento de eosinófilos volvió al valor inicial en aquellos pacientes tratados con reslizumab que completaron una evaluación de seguimiento (n = 35, 480 células/μl), aproximadamente 120 días después de la última dosis de reslizumab. Por lo tanto, las reducciones de los eosinófilos en sangre se relacionaron con los niveles séricos respectivosde reslizumab. 

### Farmacocinética
Las características farmacocinéticas de reslizumab son similares en niños como en adultos. Las concentraciones séricas máximas del medicamento se observan al final de la infusión y disminuyen de forma bifásica. El índice de acumulación medio observado de reslizumab después de la administración de múltiples dosis osciló entre 1,5 y 1,9 veces. Reslizumab tiene un volumen de distribución de aproximadamente 5 litros, un aclaramiento de aproximadamente 7 ml/hora y una vida media de aproximadamente 24 días. El reslizumab se degrada en el cuerpo mediante proteólisis enzimática en pequeños péptidos y aminoácidos, al igual que en el caso de otros anticuerpos monoclonales. 

## Uso clínico

### Asma eosinofílica
Reslizumab se utilizó por primera vez para el asma eosinofílica en 2008. Está indicado en pacientes adultos con asma eosinofílica grave insuficientemente controlada con el tratamiento con corticosteroides en dosis altas más otro medicamento para el tratamiento de mantenimiento. En un ensayo clínico de fase II con 106 pacientes, los investigadores demostraron que el reslizumab es eficaz para reducir el conteo de eosinófilos en esputo de los individuos estudiados. Además, los pacientes que recibieron reslizumab mostraron mejoras en la función de las vías respiratorias y se observó una tendencia general hacia un mayor control del asma que los pacientes que recibieron el placebo. Un ensayo clínico de fase III con 981 pacientes demostró que el reslizumab reulta eficaz para mejorar la función pulmonar, el control del asma y la calidad de vida en pacientes con asma en comparación con el placebo. Estos resultados llevaron a la aprobación de la FDA el 23 de marzo de 2016 para el mantenimiento del asma grave en pacientes de 18 años o mayores diagnosticados con un fenotipo eosinofílico.

## Efectos adversos
El efecto adverso más común del reslizumab es el dolor orofaríngeo. Según los datos de los ensayos clínicos de fase III, se produjo dolor orofaríngeo en aproximadamente 2% de los individuos junto con una creatina fosfoquinasa (CPK) basal elevada, que resultó más común en pacientes tratados con reslizumab versus placebo. La mialgia también se informó más en pacientes del grupo reslizumab 3 mg/kg versus el grupo placebo, así como algunas reacciones adversas musculoesqueléticas. Por último, algunas reacciones adversas graves que ocurrieron en sujetos tratados con reslizumab pero no en aquellos tratados con placebo incluyeron anafilaxia y malignidad.

## Historia
Reslizumab fue desarrollado inicialmente por Chuan-Chu Chou en Schering-Plough y en ese entonces se conocía como SCH-55700. En 1993, Chou y su grupo en Schering-Plough obtuvieron la patente para el diseño, clonación y expresión del fármaco reslizumab. Ception Therapeutics adquirió el fármaco y continuó su desarrollo bajo el nombre CTx55700. En 2010, Cephalon adquirió Ception Therapeutics por 250 millones de dólares y el fármaco continuó desarrollándose con el nombre en clave CEP-38072. En 2011, Teva Pharmaceuticals adquirió Cephalon por 6.800 millones de dólares y continuó el desarrollo de reslizumab.